# Homalium bracteatum
Homalium bracteatum är en videväxtart som beskrevs av George Bentham. Homalium bracteatum ingår i släktet Homalium och familjen videväxter. Inga underarter finns listade i Catalogue of Life.